# Petrol Girls
Petrol Girls est un groupe britannique de punk rock, originaire de Londres, en Angleterre. Il est formé en 2012 par Ren Aldridge et Liepa Kuraitė, Joe York et Zock Astpai les rejoignant plus tard. Le nom du groupe provient des pétroleuses. Dans ses textes, le groupe évoque principalement la capitalisme et le féminisme.

## Biographie
Le groupe se forme et joue son premier concert en 2012, après seulement deux répétitions, lors d'une fête organisée par la membre fondatrice Ren Aldridge (chant) pour célébrer la Journée internationale des droits des femmes. En conservant la bassiste d'origine Liepa Kuraitė, qui n'avait jamais joué avant qu'Aldridge ne l'invite à la rejoindre, elles recrutent Joe York (guitare) et Zock Astpai (batterie) pour compléter la formation.
Ren Aldridge prend le nom d'un groupe de révolutionnaires françaises du XIXe siècle, les pétroleuses de la Commune de Paris, après avoir entendu Laurie Penny les mentionner.
Le groupe sort un premier album studio, Talk of Violence,, en 2016, puis un deuxième en 2019, Cut and Stitch.
Le 31 mars 2022, le groupe annonce que son troisième album, Baby, sortira le 24 juin de la même année. Il est enregistré avec le nouveau bassiste Robin Gatt, également du groupe Personal Best. Le 27 juin 2022, un article rédigé par Aldridge est publié par Kerrang! sur l'annulation de Roe V Wade aux États-Unis, les restrictions à l'avortement en Europe, l'obligation d'obtenir l'approbation d'un médecin au Royaume-Uni, et les moyens de contrer l'empiètement de l'État sur l'autonomie corporelle.

## Discographie

### Albums studio
- 2016 : Talk of Violence[2],[3]
- 2019 : Cut and Stitch
- 2022 : Baby[5]

### EP
- 2014 : Petrol Girls
- 2016 : Some Thing
- 2018 : The Future Is Dark